# Hírnök (Csillagkapu)
A hírnökök a Csillagkapu című amerikai sci-fi sorozat kitalált lényei.

## A hírnökök
A hírnökök az Ori nevű istenség hittérítői, akik az Ori vallását, az Eredetet terjesztik. Mivel az Ori képtelen közvetlenül beavatkozni az anyagi világba a Tejút galaxisában a felemelkedett Ősök vigyázó tekintete miatt, helyettük a hírnökök átutazva galaxisokat meglátogatnak minden potenciális bolygót és terjesztik az igét, azokat pedig elpusztítják, akik ellen mernek állni az Ori-nak.
Robert C. Cooper rendező szerint a hírnököknek „hihetetlen emberfeletti erejük van”, mely segítségével olyan tettekre képesek, hogy meggyőzik az embereket, hogy ezek csodák, megtámadják ellenségeiket és felélesztik a halottakat. Képesek járványok elterjesztésére büntetésül azok között, akik nem követik az Ori-t. A hírnökök vakon hisznek küldetésükben, lényegében egy új vallást ajánlanak fel nagy ígéretekkel.
A hírnökök normális emberek, akiket az Ori alakított át fejlettebb emberi állapotba jutalmul hűségükért és az Eredet terjesztéséért. A folyamat jelentősen megváltoztatja külsejüket: albínó bőr és haj, gótikus jelek az arcon és a koponya besüllyedése a szemek fölött. Szemük ködös szürkévé válik, irisz nélkül. A negyedik lovas című epizódban és a Csillagkapu: Az igazság ládája című filmben láthatjuk, hogy a CSK-1 képes volt ideiglenesen blokkolni a hírnökök különleges képességeit.

### Képességeik
- Olyan energiahullám kibocsátása, mely meggyógyít mindenkit, akit elér[5]
- Nemrég meghalt emberek felélesztése[3][4]
- Az energia több formája feletti uralom
- Telekinézis[3][6]
- Pirokinetikus képességek a lángok irányítására[7]
- Feláldozva magukat testüket felgyújtják[3]
- Hatalmas fájdalmat képesek okozni annak, akit botjuk fénye beborít[8][9]
- Egy buboréknak látszó erőtér létrehozása a földön[6]
- Oxigénszegény környezetben is képesek létezni[6]
- Városokat elpusztító földrengés létrehozása[10]
- Fertőző és halálos járványok terjesztése[11]
- Asztrális kivetítés kozmikus távolságokon keresztül[5]
- Rosszindulatú lények létrehozása a lakosság ellen[12]
- Olyan betegséggel fertőzik meg áldozatukat, hogy az élőhalottá változik, akinek egyetlen célja a körülötte lévők meggyilkolása[13]
- Hozzáférés az Ősök technológiájához

## Vallás („Eredet”)
Az Eredet egyfajta vallás melyet az Ori alkotott, hogy a híveiket összefogva hamis ígéretekkel elvakítva őket szolgálják. Ez a fajta hit az, amitől az Ori ereje függ, minél több az ember akik ezt a vallást követik, annál nagyobb az „Isteneik” ereje is.
A híveknek tett egyik ígéretük a felemelkedés, ám valójában a szolgálatban eltöltött élet egyetlen eredménye az Ori erejének növelése. Másik ígéretük, hogy megmutatják követőiknek az univerzum titkait.
Az ős Orlin volt az, aki leleplezte az Ori hamis ígéretét. Az Eredet terjesztésének egyszerű oka az, hogy az univerzum lényei szabad akaratukat az Ori-nak adják, ami a felemelkedett lények számára biztosít energiát, ezzel növeli hatalmukat. Ez is a oka annak, hogy az Ősök a be nem avatkozás politikáját választották. Az Ori valódi célja az, hogy akkorára növelje az Ori hatalmát, hogy végül képes legyen elpusztítani a felemelkedett Ősöket.
Az Ori bukása után Tomin úgy döntött, mindezen események ellenére elfogadja az Eredetet, ám egy olyan módosított formában, amely népének szabad vallást biztosít.

## Az Eredet könyve
A vallásuk alapműve, az Eredet könyve történetszerű leírásokat mutat be arról, hogy az eltévedt, hitét elvesztett emberek, hogy tértek vissza az eredet útjára.
A Vonal a homokban című epizódban hallhatunk egy történetet az Eredet könyvéből:
"Történt egyszer, hogy a vidéket
hatalmas éhínség sújtotta. 
Hát Markon elment Articus prófétához,
és kérte, hadd menjen az erdőbe élelemért. 
A próféta türelemre intette, mert
az Ori gondoskodik mindarról, aki hisz. 
De Markon nem hitt benne. 
A próféta húzott egy vonalat a homokba,
és azt mondta: 'lépj át rajta,
és azt teszel, amit akarsz'.
És Markon úgy tett, elhagyta a falut
és lakomázott a vadon él bogyókból. 
Bármennyit evett, az nem elégített ki,
hát vissza akart térni a faluba,
de a vonal hatalmas
szakadékká szélesedett. 
Kiabált a prófétának,
de az azt mondta,
hogy nem a vonal változott
meg, hanem te magad. 
Lépj át rajta, ha tényleg hiszel... 
Hát Markon megbocsátásért könyörgött,
és megtette az első lépést. "